# Chorthippus pulloides
Chorthippus pulloides is een rechtvleugelig insect uit de familie veldsprinkhanen (Acrididae). De wetenschappelijke naam van deze soort is voor het eerst geldig gepubliceerd in 1926 door Ramme.
1. ↑  (en) Chorthippus pulloides op de IUCN Red List of Threatened Species.